# Olivier Deman
Olivier Deman (Antwerpen, 6 april 2000) is een Belgisch voetballer die doorgaans speelt als verdediger. In januari 2025 werd hij door Werder Bremen uitgeleend aan Royal Antwerp. Deman maakte in 2023 zijn debuut in het Belgisch voetbalelftal.

## Clubcarrière
Deman werd geboren in Antwerpen, maar verhuisde op zijn vierde naar Knokke. Daar begon hij met voetballen bij Knokke FC. Op zevenjarige leeftijd werd hij daar ontdekt door Cercle Brugge. In 2010 maakte hij de overstap naar grote buur Club Brugge, maar op eigen initiatief keerde hij vier jaar later terug naar Cercle. Op 10 maart 2019 maakte hij er zijn profdebuut; in de competitiewedstrijd tegen Standard Luik liet trainer Laurent Guyot hem in de achtentachtigste minuut invallen voor Adama Traoré. In het seizoen 2019/20 speelde hij drie competitiewedstrijden onder Fabien Mercadal en Bernd Storck, maar begin november zette Storck hem terug naar de B-kern.
Voor aanvang van het seizoen 2020/21 en na het vertrek van Storck werd Deman opnieuw in de A-kern opgenomen. Tijdens de tweede training onder trainer Paul Clement liep hij een hamstringblessure op die hem maanden aan de kant hield. Op 3 februari 2021 kreeg hij in de bekerwedstrijd tegen OH Leuven van trainer Yves Vanderhaeghe zijn eerste speelminuten in meer dan een jaar. Door twee strafschoppen af te dwingen had Deman een aandeel in de 2–3-zege en bijbehorende kwalificatie. In de volgende ronde, een week later tegen KV Oostende, had hij met zijn eerste doelpunt als prof een aandeel in de 3–1-zege. In maart 2021 lichtte Cercle Brugge de optie in zijn contract, waardoor hij tot 2023 aan de club verbonden bleef.
In maart 2022 werd zijn verbintenis opengebroken en met een jaar verlengd, tot medio 2024. Dit contract zou hij niet uitzitten, want in augustus 2023 verkaste Deman voor een bedrag van circa vier miljoen euro naar Werder Bremen. Hij maakte op 1 oktober 2023 zijn eerste doelpunt voor Bremen in een met 4-2 verloren wedstrijd tegen SV Darmstadt 98.In het najaar van 2024 kwam Daman slechts 79 minuten aan spelen toe bij Bremen. 
In januari 2025 leende de Duitse eersteklasser hem voor een half jaar uit aan Royal Antwerp FC. Deman maakte zijn debuut voor Antwerp op 8 januari 2025 in de kwartfinale van de Croky Cup tegen Union Saint-Gilloise, die met 5 - 1 gewonnen werd.

## Clubstatistieken
| Seizoen | Club          | Competitie      | Competitie | Competitie | Beker | Beker | Europees | Europees | Totaal | Totaal |
| Seizoen | Club          | Competitie      | Wed.       | Dlp.       | Wed.  | Dlp.  | Wed.     | Dlp.     | Wed.   | Dlp.   |
| ------- | ------------- | --------------- | ---------- | ---------- | ----- | ----- | -------- | -------- | ------ | ------ |
| 2018/19 | Cercle Brugge | Eerste klasse A | 1          | 0          | 0     | 0     | —        | —        | 1      | 0      |
| 2019/20 | Cercle Brugge | Eerste klasse A | 3          | 0          | 0     | 0     | —        | —        | 3      | 0      |
| 2020/21 | Cercle Brugge | Eerste klasse A | 9          | 0          | 3     | 1     | —        | —        | 12     | 1      |
| 2021/22 | Cercle Brugge | Eerste klasse A | 32         | 2          | 2     | 0     | —        | —        | 34     | 2      |
| 2022/23 | Cercle Brugge | Eerste klasse A | 36         | 1          | 2     | 0     | —        | —        | 38     | 1      |
| 2023/24 | Cercle Brugge | Eerste klasse A | 5          | 0          | 0     | 0     | —        | —        | 5      | 0      |
| 2023/24 | Werder Bremen | Bundesliga      | 29         | 2          | 0     | 0     | —        | —        | 29     | 2      |
| 2024/25 | Werder Bremen | Bundesliga      | 9          | 0          | 2     | 0     | —        | —        | 11     | 0      |
| 2024/25 | Royal Antwerp | Eerste klasse A | 0          | 0          | 1     | 0     | —        | —        | 1      | 0      |
| Totaal  | Totaal        | Totaal          | 124        | 5          | 10    | 1     | 0        | 0        | 134    | 6      |

Bijgewerkt op 8 januari 2025.

## Interlandcarrière

### Beloften
Deman werd in maart 2021 opgeroepen voor het Belgisch voetbalelftal onder 21. België zou in die periode normaal gezien twee oefenwedstrijden spelen tegen Frankrijk, maar die werden vanwege de coronapandemie afgelast.

### België
Op 6 juni 2023 werd Olivier Deman door Bondscoach Domenico Tedesco voor de eerste keer opgeroepen voor de nationale ploeg van het Belgisch voetbalelftal. Hij behoorde samen met Mike Trésor, Ameen Al-Dakhil en Arnaud Bodart tot de vier nieuwkomers bij de selectie. Zij krijgen de kans om hun allereerste minuten in het Belgische tenue te maken in de EK-kwalificatiewedstrijden tegen Oostenrijk en Estland. Later werd er met Aster Vranckx nog een vijfde nieuwkomer toegevoegd. Hij is na Tom De Sutter in vijftien jaar de eerste Rode Duivel voor Cercle Brugge. Op 20 juni 2023 debuteerde hij tegen Estland in de A. Le Coq Arena. Hij viel na 88 minuten in voor Arthur Theate. De wedstrijd eindigde in een 0–3 overwinning.
| Interlands van Olivier Deman voor België | Interlands van Olivier Deman voor België | Interlands van Olivier Deman voor België | Interlands van Olivier Deman voor België | Interlands van Olivier Deman voor België | Interlands van Olivier Deman voor België |
| №                                        | Datum                                    | Wedstrijd                                | Uitslag                                  | Competitie                               | Goals                                    |
| Als speler bij Cercle Brugge             | Als speler bij Cercle Brugge             | Als speler bij Cercle Brugge             | Als speler bij Cercle Brugge             | Als speler bij Cercle Brugge             | Als speler bij Cercle Brugge             |
| ---------------------------------------- | ---------------------------------------- | ---------------------------------------- | ---------------------------------------- | ---------------------------------------- | ---------------------------------------- |
| 1                                        | 20 juni 2023                             | Estland – België                         | 0 – 3                                    | EK 2024 kwalificatie                     | -                                        |
| Als speler bij Werder Bremen             |                                          |                                          |                                          |                                          |                                          |
| 2                                        | 15 november 2023                         | België – Servië                          | 1 – 0                                    | Vriendschappelijk                        | -                                        |
| 3                                        | 23 maart 2024                            | Ierland – België                         | 0 – 0                                    | Vriendschappelijk                        | -                                        |

Bijgewerkt op 23 maart 2024.